# Genus nunquam perit
Genus nunquam perit es una locución latina, que significa "el género nunca perece", utiliza en el Derecho civil, en el campo de las obligaciones.
Según este principio, una obligación que consiste en la entrega de una cosa genérica, nunca se extingue por su pérdida o destrucción, pues ésta será fácilmente sustituible por otra del mismo género y, por tanto, con las mismas características.
El ejemplo más característico de obligaciones de género es la entrega de dinero como tal (cantidad en unidades monetarias). El hecho de que el deudor de la obligación no disponga de las mismas monedas y billetes que le prestó el acreedor, no supone la extinción de la obligación, porque puede entregarse otra cantidad de unidades monetarias, cuyo valor sea el mismo que deba pagarse.
- Datos: Q5877306